# Johann Jakob Froberger
Johann Jakob Froberger (Stuttgart, 18 de maig de 1616 - Viena, 7 de maig de 1667) va ser un compositor i organista alemany del Barroc. Va ser un els compositors més coneguts de la seva època i va influir notablement en el desenvolupament de la forma musical de les suites, sobretot en les seves obres per a teclat, les quals s'executen indistintament al clavecí o a l'orgue, encara que es prefereix la seva interpretació amb el primer d'aquests instruments. Froberger és el primer gran músic alemany que integra tant l'escola francesa com la italiana i desenvolupa aquests estils portant-los a un llenguatge molt personal, flexible i ric en matisos.

## Biografia
Froberger va néixer a Stuttgart (Alemanya) i va rebre probablement les primeres lliçons de música del seu pare i de músics anglesos. La seva joventut durant la Guerra dels Trenta Anys i la pèrdua dels seus pares arran d'una epidèmia de pesta van influir probablement en la personalitat del jove músic, que es va convertir al catolicisme. Probablement el 1634 es va traslladar a Viena com a organista de la cort de Ferran III, i és segur que aquest càrrec l'ocupava el 1637, any en què viatjà a Roma per estudiar amb Girolamo Frescobaldi. A Roma trava llaços d'amistat amb Giacomo Carissimi i amb Athanasius Kircher, amb qui mantindria correspondència al llarg de tota la seva vida.
Froberger torna a Viena el 1641 i roman allà fins a 1658, viatjant amb freqüència en missions diplomàtiques per a Ferdinand III. Els seus passos el porten a Roma, Màntua, Florència, Brussel·les, Dresden, Anvers, Londres i, sobretot, París, on va viure durant tres anys (1650-1653) i es va relacionar amb Louis Couperin i altres músics francesos. Torna de nou a Viena com a organista de la cort, càrrec en el qual roman fins al 1658, any en què dimiteix per viure retirat al castell de Héricourt com a mestre de la princesa Sybilla de Wurtemberg-Montbéliard, on mor d'un atac d'apoplexia l'any 1667.
Entre els seus alumnes es troba Johann Philipp Krieger (1649-1725).

## Obra

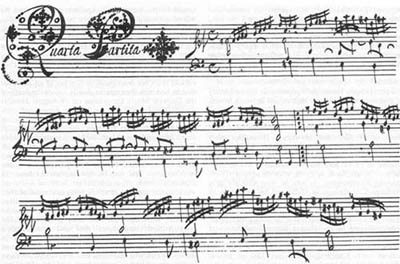
La Suite núm. 4 d'un dels manuscrits de Viena

La seva producció musical avui coneguda comprèn gairebé exclusivament música per a teclat:
- 25 tocates.
- 30 suites.
- 2 peces de música descriptiva, d'estil francès.
- 48 peces polifòniques, d'inspiració italiana.

La grandesa de la seva obra està desenvolupada en les tocates i les suites.

## Tocates
Estan construïdes segons l'esquema estructural 
- Introducció
- Fuga
- Episodi lliure
- Fuga
- Conclusió

El material temàtic més ric i variat se situa en la Introducció, que obre la composició amb gran energia. Aquesta peça, de gran inspiració, adopta caràcter solemne o meditatiu.
També interessa destacar la secció central, de desenvolupament molt lliure i recorreguda per petits temes musicals que es deixen portar pel "stilus phantasticus" i incorporen canvis bruscos d'expressió, dissonàncies, juxtaposició de frases molt contrastades o sobtades interrupcions del discurs. És en aquesta secció lliure de les tocatas on Froberger empra els recursos tècnics més diversos i emotius per meravellar l'oient, responent als principis de l'estètica barroca.

## Suites
Estan formades per quatre danses: 
- Alemanda
- Giga (de vegades omesa)
- Corranda
- Sarabanda

Aquest ordre, que no és el tradicional de la suite, respon a situar les peces més solemnes (Alemanda i Sarabanda) emmarcant la suite. Encara que posteriorment les suites de Froberger es van reeditar amb un ordre més clàssic en les seves seccions, no se li ha d'atribuir a ell la consolidació de l'estructura tradicional d'aquesta forma musical.
Froberger tracta la suite d'una manera personal, allunyant-se d'esquemes coneguts i combinant el "style brisé" francès amb els recursos típics dels músics italians (figures retòriques musicals com la clamatione o exclamació, l'accent, la cascada, el trinat, el grupet, l'acciaccatura…), codi capaç d'expressar subtils matisos i que va tenir molta difusió en els ambients musicals europeus del segle xvii.

### Alemanda
Tenen caràcter de Preludi (Suite XVII) o de Lament (Suites I i VII), o bé de Tombeau (Suites III i XIX). La de la Suite XVI s'aproxima a la Tocata o a un Preludi no mesurat. Aquí trobem les peces del repertori més profund i sensible de Froberger, i en algunes d'elles trobem títols precisos que detallen l'abast de la peça, entre les que es compten algunes de les seves obres mestres. Així ocorre en:
- L'Alemanda de la Suite VI, titulada Lamento sopra la dolorosa perdita della Real Maestà di Ferdinando IV Rè de Romani.
- La de la Suite XXX, Plainte faite à Londres pour passer la melancholie, la qual es toca lentament i amb discreció.
- La colpidora Méditation sur ma mort future, que es toca lentament i amb discreció (Suite XX).

### Giga
Breus i concises, en algun cas en estil escapat i en altres en estil laudatori, lliure i lleuger, sovint escrites en ritme binari i en algun cas en ternari.

### Corranda
També breus i tractades amb llibertat. El compàs de la dansa es veu sovint interromput per suspensions del discurs o prolongacions d'aquest, que fan vacil·lar el seu impuls continu.

### Sarabanda
Nobles, de gran alè i expressivitat controlada, però amb raptes d'emotivitat intensa. Constitueixen el tancament adequat i solemne de la suite de Froberger. Destaquen les de les suites xviii i xix, que contenen cromatismes, dissonàncies, exclamacions i passatges que creen una atmosfera luctuosa però de molta dignitat.